# Paulo Sérgio Gralak
Paulo Sérgio Gralak, noto anche come Gralak (Rebouças, 18 agosto 1969), è un ex calciatore brasiliano, di ruolo difensore.

## Carriera

### Club
Difensore centrale, ha giocato per Pinheiros, Paraná, Corinthians, Coritiba, Bordeaux e Istanbulspor. Vanta 2 presenze nella Coppa UEFA 1997-1998.